# Javier Busto
Javier Busto Sagrado (né en 1949 à Hondarribia, au Pays basque, en Espagne) est un compositeur de musique chorale espagnol.

## Biographie
Il a tout d'abord effectué des études de médecines, tout en travaillant seul la musique. Il a ensuite été initié à la direction de chœur par Erwin List. En 1995, il fonde Kanta Cantemus Korua, un chœur de jeunes filles,. En 1978 il fonde le Eskifaia Choir à Hondarribia.
Busto a présenté ses compositions au quatrième symposium mondial de musique chorale à Sydney en 1996, et est chef invité au Tokyo Cantat de 2000. Ses chœurs ont gagné des premiers prix en France, Italie, Autriche, et Allemagne. Busto a été juré de plusieurs compétitions de chant choral et de composition, en Espagne, en France, en Italie et au Japon.

## Compositions
Les œuvres de Busto sont publiées en Suède, en Allemagne, en Espagne et aux États-Unis.

### Chœur mixte (SATB)
- Ametsetan
- Agnus Dei
- Ave Maria
- Ave Maris Stella
- Ave Verum Corpus
- Laudate Pueri
- O Sacrum Convivium
- O Magnum Mysterium
- Pater Noster
- The Lord Is My Shepherd
- Zutaz (divisi, a cappella)
- Missa pro defunctis (divisi, avec clarinette, soprano et baryton solos)

### Chœur de femmes (SSAA)
- Magnificat
- Popule Meus
- Laudate Dominum
- Salve Regina
- Bustapi
- Ave Maria Gratia Plena
- Hodie Christus Natus Est[4]

### Chœur d'hommes (TTBB)
- Cuatro cantos penitenciales